# Playgirl (serie de televisión)
Playgirl (プレイガール, Pureigaru) es una serie de la televisión japonesa, que se emitió de 1969 a 1974 en color. Se dice que la televisión estadounidense, copió esta serie con el título de Los ángeles de Charlie (1976 a 1981).
Recientemente se ha editado un DVD por Toei que incluye los siguientes episodios: 
- Vol. 1: 1, 4, 6, 14
- Vol. 2: 51, 69, 75, 111
- Vol. 3: 113, 162, 171, 199
- Vol. 4: 217, 241, 270, 287

## Argumento
La escritora novelista de misterio Makoto Masoko, decide empezar un nuevo negocio de servicio de investigación. Para ello recluta un número de chicas jóvenes sin experiencia para ser detectives. Las oficinas de la nueva agencia se sitúan en un fabuloso apartamento de Tokio, y el nombre de la compañía es “PLAYGIRL (s)”, como ellas mismas se hacen llamar de forma afectuosa. 
Masoko y sus “hijas” empiezan a investigar varios casos interesantes y misteriosos en nombre de sus compañías clientes. El volumen de los casos que deberán resolver tratarán sobre crímenes de guante blanco, fraudes, trata de blancas, robos, y otros casos relacionados con mafias y crimen organizado, e incluso tratarán casos que rozan lo paranormal. 
En el transcurso de la resolución de dichos casos, las chicas de Playgirl tendrán que defenderse empleando artes marciales, o utilizando armas de fuego. 
La “madre” Masoko suele decidir viajar a lo largo del mundo, confiando el negocio en manos de sus “hijas” mayores, Tamaki y Masoko.